# Nick Mason’s Fictitious Sports
Nick Mason’s Fictitious Sports ist ein Musikalbum des Pink-Floyd-Schlagzeugers Nick Mason. Es wurde im Mai 1981 veröffentlicht und war das erste Soloprojekt von ihm. Er wagte einen „Jazzrock-Trip“ ausschließlich mit Songmaterial der Jazz- und Avantgarde-Musikerin Carla Bley, die das Album auch co-produzierte.

## Vorgeschichte
Mason lernte Bley 1976 bei einer Produktion ihres damaligen Ehemanns, des Trompeters Michael Mantler kennen. An der Entstehung von dessen damaligen Album The Hapless Child and Other Inscrutable Stories war Mason ebenso beteiligt wie die Gitarristen Chris Spedding und Robert Wyatt, auch wenn auf der resultierenden Platte der Schlagzeugpart von Jack DeJohnette und der Gitarrenpart von Terje Rypdal übernommen wurde. Jedoch hatte er eine Rolle bei der Postproduktion des Albums.
Ursprünglich hatte Mason geplant, in den Vereinigten Staaten ein Solo-Album mit sehr unterschiedlichen Songs aufzunehmen, aber dann schickte ihm Bley ein Band mit einigen ihrer Ideen. Dazu führte Mason später aus: „Ursprünglich hatte ich geplant, nach Amerika zu gehen und ein Album mit allen möglichen Materialien zu machen, aber dann schickte mir Carla eine Kassette mit einigen ihrer Ideen. Es war ganz anders als das, was sie zuvor gemacht hatte, und entsprach absolut dem, was ich mag. Also dachte ich, es wäre viel besser, das zu tun, als verzweifelt nach Dingen zu suchen, die zusammen passen.“ Das Album wurde von Mantler (unterstützt durch Mason) im Oktober des Jahres 1979 in den Grog Kill Studios, New York aufgenommen (parallel zu den Aufnahmen von The Wall). Die Band, zu der noch weitere Musiker der Carla Bley Band gehörten, trat mehrfach mit dem Programm live auf. Zusätzlich waren auf einigen Titeln der Keyboarder Terry Adams von NRBQ und die Sängerin Karen Kraft, die Spedding in New York kennengelernt hatte, beteiligt. Weitere Musiker aus Bleys Band waren an dem Sprechgesang beteiligt. Teilweise gehen die Kritiker davon aus, dass es sich eigentlich um ein – wenn auch „pop-orientiertes“ – Bley-Album handele, das nur aus kommerziellen Gründen unter dem Namen des Schlagzeugers vermarktet würde.
Abgemischt wurde die Platte, die zunächst Spot the Player heißen sollte, im Dezember 1979 und im Mai 1980. Die Veröffentlichung der Platte zögerte sich noch ein weiteres Jahr hinaus. Das Cover wurde, wie auch überwiegend bei Pink-Floyd-Covern, von der Firma Hipgnosis zusammen mit Geoff Halpin gestaltet.

## Tracks des Albums
1. Can't Get My Motor to Start – 3:39
2. I Was Wrong – 4:12
3. Siam – 4:48
4. Hot River – 5:16
5. Boo to You Too – 3:26
6. Do Ya – 4:36
7. Wervin – 3:58
8. I'm a Mineralist – 6:16

Alle Titel wurden von Carla Bley komponiert, die auch alle Texte schrieb.

## Musik

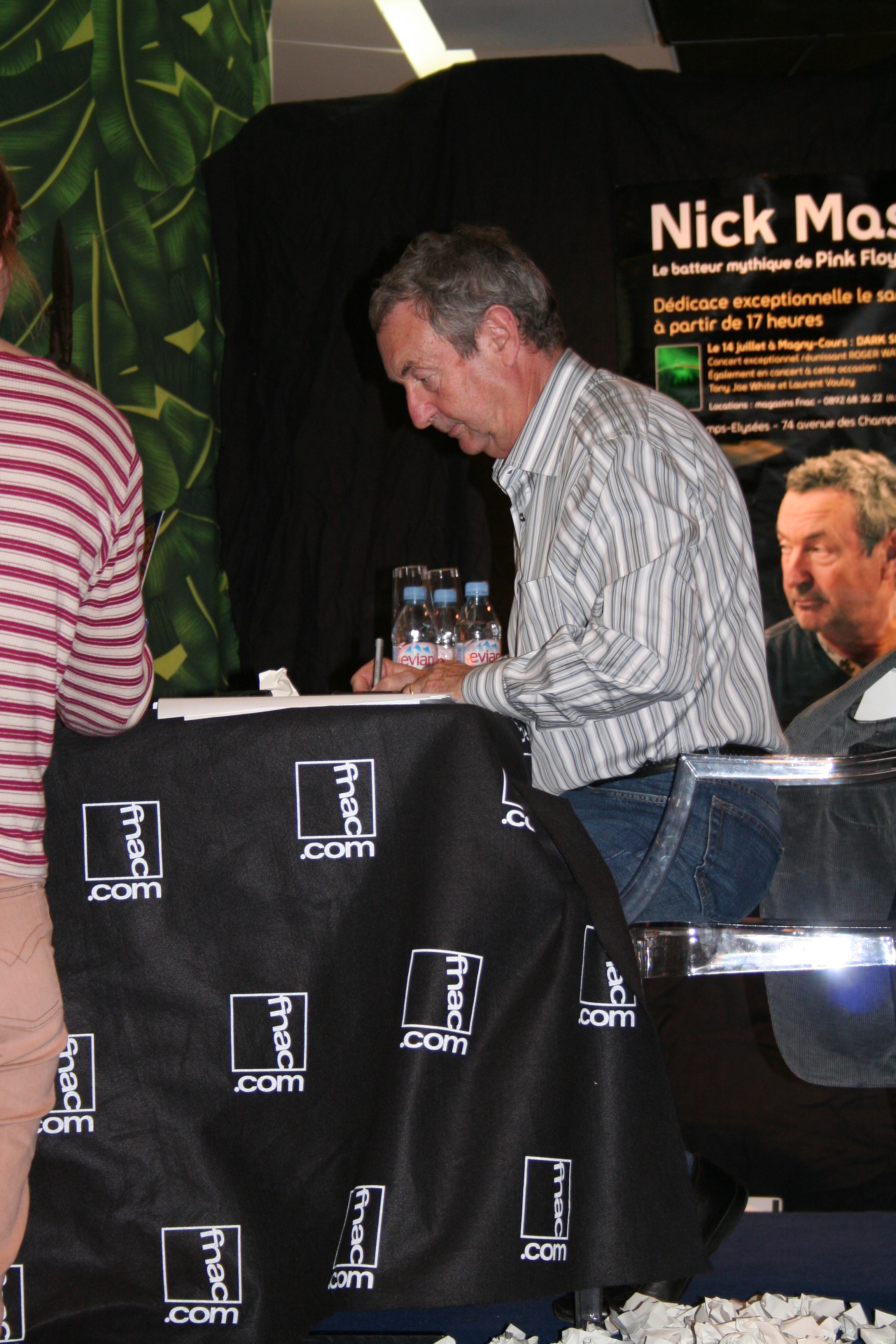
Nick Mason (2006)

Can’t Get My Motor to Start ist der rockigste Titel der Platte. Bley geißelt darin die Vorliebe von Mason und Mantler für Autos. Mason erinnert sich im Rückblick, dass er und Mantler ziemlich viel Zeit statt für die Aufnahme oder die Bearbeitung der Bänder verbraucht hätten, um über Autos zu reden.
Siam ist eine Studie, wie Stücke aus The King and I in einem New-Wave-Kontext entwickelt werden müssten.
Hot River porträtiert Pink Floyd und spielt auf zahlreiche musikalische Klischees an, die die Band seit den späten Sechzigerjahren entwickelt hatte. Das Gitarrenspiel erinnert an David Gilmour und der Vokalpart ist von Dark Side of the Moon inspiriert.
Bleys Boo to You Too war inspiriert von den legendären Buhrufern auf dem Berliner Jazztagen, denen sie das Stück auch widmete. Einen Monat nach der Einspielung des Albums führte sie das Stück 1979 auf den Jazztagen auf. Dabei war das Berliner Publikum allerdings nicht mehr so buhfreudig wie in den Jahren zuvor. Als Buhs von George Gruntz, seinen Mitarbeitern und Presseleuten in den Saal gerufen wurden, nahmen die Konzertbesucher das recht argwöhnisch wahr.
In I’m a Mineralist geht es vordergründig um einen Mineralogen, der nur seine Mineralien liebt; doch offenbar ist eher ein Minimalist gemeint. Im Text heißt es: „Eric Satie schleppt meine Klunker ab, Cage ist ein Traum, und Philip Glass ist ein Mineralist bis ins Extrem.“ Dann folgt eine Stelle aus dessen Oper Einstein on the Beach (1976), bis die Band wieder in die Songmelodie Bleys zurückfällt.

## Rezeption
Das Album enttäuschte eingefleischte Fans von Pink Floyd aufgrund seiner Ästhetik; es wurde als „zu albern“ und zu fremdartig empfunden. Freunde von Bleys Meisterwerken wie Escalator over the Hill wurden jedoch gleichfalls etwas enttäuscht, obgleich der exzentrische Humor des Albums, die „scharfen Soli“ und die Fusion von Rock, Jazz sowie Strukturen und Rhythmen der Avantgarde hervorgehoben wurden. In den amerikanischen Charts erreichte das Album Platz 170.